# 라흐마트 소피아디
라흐마트 수크라 소피아디(불가리아어: Рахмат Сукра Софиади, 1965년 11월 15일~)는 불가리아의 전직 레슬링 선수이다. 1988년 하계 올림픽 자유형 웰터급에서 동메달을 획득했으며 세계 선수권 대회에서 금메달 1개, 유럽 선수권 대회에서 동메달 1개를 획득했다.